# 布良水库
布良水库是中国广西壮族自治区南宁市隆安县境内的一座水库，位于右江流域布良河上，建于1973年。水库正常库容为1350万立方米，集雨面积为7平方千米，海拔为336.4米。